# فیلیپ کاردان
فیلیپ کاردان (فرانسوی: Philippe Gardent‎؛ زادهٔ ۱۵ مارس ۱۹۶۴) بازیکن هندبال اهل فرانسه بود.
وی همچنین برندهٔ جوایزی همچون لژیون دونور (شوالیه) شده‌است.